# روس ۱۵۴
روس ۱۵۴ یک ستاره است که در صورت فلکی کمان قرار دارد.